# Le Cimetière de la Madeleine
Pour les articles homonymes, voir Cimetière de la Madeleine.

Le Cimetière de la Madeleine est un roman de Jean-Joseph Regnault-Warin en quatre volumes, édité entre 1800 et 1801.

## Genre
Influencé par les Nuits de Young ainsi bien que par les œuvres de Ducray-Duminil, Le Cimetière de la Madeleine s'inscrit dans la veine de la littérature populaire de la fin du XVIIIe siècle, marquée par l'influence du préromantisme et du roman gothique anglais, où de mélancoliques rêveries nocturnes ont pour cadres d'inquiétants cimetières ou l'ombre de murailles médiévales.
Constituée de dialogues et de lettres présentées comme d'authentiques « pièces justificatives », l'œuvre se rattache également au genre du roman épistolaire. Mettant en scène des personnages historiques tout en leur inventant un destin alternatif, Le Cimetière de la Madeleine occupe un statut ambigu entre le roman historique et l'uchronie.
À propos de son œuvre, Regnault-Warin affirma : « J'ai essayé de relever, par l'importance des résultats, la frivolité d'un genre de littérature ordinairement consacré aux fictions fantastiques ».

## Thème
Structurée, comme l'ouvrage de Young, en Nuits successives, le roman a pour cadre le cimetière de la Madeleine, sinistre sépulture de Louis XVI, de Marie-Antoinette et d'autres victimes de la Terreur. Le roman est composé d'entretiens nocturnes entre l'auteur et l'abbé Henri Edgeworth de Firmont, dernier confesseur de Louis XVI. Il comprend également des lettres, journaux et autres documents (fictifs) que l'abbé aurait transmis à Regnault-Warin et qui prétendent apporter des détails sur l'incarcération de la famille royale dans la tour du Temple.
Parmi ces documents, on trouve le Journal du chirurgien Desault, médecin de Louis XVII, continué, après la mort (en juin 1795) de ce docteur, par un de ses disciples nommé Felzac. Le lecteur y apprend que Desault serait mort brutalement après avoir refusé de participer à un complot visant à enlever le dauphin et que Felzac, loin d'être un simple carabin, est en réalité un agent royaliste envoyé par Charette pour accomplir cette périlleuse entreprise. Usurpant l'identité d'un autre assistant de Desault nommé Cyprien, Felzac s'introduit dans la tour. Aidé d'un complice anonyme, il y apporte, au moyen d'une cachette ménagée dans un « cheval de bois », un orphelin drogué à l'opium, que les deux agents royalistes substituent au dauphin. Ce dernier, dissimulé dans le même objet, est ainsi libéré de sa geôle.
Déguisé en fille, le petit Louis XVII est amené sain et sauf à Fontenay-le-Comte, où campe l'armée catholique et royale commandée par Charette. Sollicité par des émissaires républicains, qui réclament la restitution du dauphin en guise comme préalable à la négociation d'un plan de paix, le chef vendéen refuse de livrer l'enfant, qu'il décide de mettre à l'abri dans une île de l'estuaire de la Loire puis en Amérique. Las, le bateau emmenant le dauphin est arraisonné par une frégate républicaine. À nouveau jeté en prison, l'enfant y contracte une violente fièvre, dont il meurt au bout de trente-six heures.
Écrivant son roman en 1799, Regnault-Warin a probablement été influencé par les rumeurs qui, quatre ans plus tôt, avaient accompagné la signature des accords de paix (traités de La Jaunaye, de la Mabilais et de Saint-Florent-le-Vieil) entre la république thermidorienne et les révoltés vendéens et chouans. Ces rumeurs prétendaient, dans un contexte de relâchement des persécutions anti-royalistes, que la libération du dauphin aurait pesée dans les négociations. La mort du dauphin, le 8 juin 1795, dans sa prison du Temple, ne mit pas fin à ces bruits, qui donnèrent au contraire naissance à un mythe de survie particulièrement tenace affirmant que l'enfant mort au Temple n'était pas le fils de Louis XVI, celui-ci ayant été sauvé et caché.
En brodant autour de ces rumeurs une grande partie des péripéties de son roman, Regnault-Warin apporta une base livresque à cette thèse de la substitution et de la survie. C'est ainsi que les partisans de cette thèse retranchèrent du récit son dénouement tragique pour mieux se concentrer sur les circonstances, qu'ils estimaient vraisemblables, de l'enlèvement.
Parmi les « faux dauphins » qui défrayèrent la chronique judiciaire dès 1802, les plus célèbres (Jean-Marie Hervagault, puis Mathurin Bruneau et le baron de Richemont) s'inspirèrent du Cimetière de la Madeleine pour échafauder leurs théories.
Comme l'a rappelé l'historien Philippe Delorme, Regnault-Warin lui-même ne croyait pas à la thèse de l'évasion du dauphin. Le romancier fera d'ailleurs paraître en 1817 une « élégie » présentant Louis XVII comme un martyr.

## Diffusion et postérité
En apitoyant ses lecteurs sur le sort de la famille royale, Regnault-Warin, qui s'était réfugié à l'étranger sous la Terreur, fut suspecté de propagande royaliste par la police du Consulat. Le ministre de celle-ci, Joseph Fouché, voulait surtout mettre fin à la diffusion d'un « ouvrage qui rouvrait les plaies et exaltait les têtes ».
Par conséquent, les exemplaires des deux premiers volumes furent saisis tandis que l'auteur du roman et son libraire-éditeur, Lepetit jeune, furent convoqués et menacés de poursuite. Cette intimidation n'empêcha pas Regnault-Warin de faire paraître les deux derniers tomes de son roman, désormais vendus clandestinement. Une dénonciation ayant entraîné de nouvelles saisies à partir du mois d'octobre, Regnault-Warin protesta le 25 janvier 1801 auprès du préfet de police Louis Nicolas Dubois, lui écrivant une lettre où il affirmait son républicanisme et se défendait de toute arrière-pensée royaliste : « Pourquoi penser qu'en pesant dans la balance de sa plus stricte équité un monarque dont la mort a rendu la vie célèbre, je cherchais à remuer, à réchauffer ses cendres, pour en faire naître, comme de celles du phénix, un rejeton a la tige monarchique ? […] La victoire et la volonté du peuple ont créé la république. Quelques larmes ou quelques fleurs jetées par un pieux attendrissement sur les tombeaux d'une famille éteinte, n'altéreront pas une constitution qui promet la félicité ».
Loin de freiner le succès du roman, les menaces de censure ne firent qu'en accroître l'audience, que ce soit auprès des royalistes opposés à Bonaparte ou, tout simplement, auprès des curieux qui furent séduits par la réputation faussement subversive du livre et qui prirent souvent pour argent comptant les « révélations » de Regnault-Warin. L'arrestation de ce dernier avait en effet été interprétée par certains esprits crédules comme l'un des actes d'une théorie du complot.
Une nouvelle édition du premier volume fut ainsi nécessaire dès l'automne 1800, avant même la parution des deux derniers volumes. Ce succès d'édition fut tel qu'il entraîna la production de contrefaçons plus ou moins fidèles à l'œuvre originale.
Le Cimetière de la Madeleine, traduit en espagnol en 1833, tomba pourtant dans l'oubli quelques années plus tard en raison de la désuétude de son style emphatique et de ses effusions sentimentalistes.